# پلوتونیم-۲۴۰
پلوتونیم-۲۴۰ یکی از ایزوتوپ‌های پلوتونیم است که با گرفتن یک نوترون توسط پلوتونیوم-۲۳۹ تشکیل می‌شود. ردیابی شکافت خود به خود این ایزوتوپ منجر به کشف آن در سال ۱۹۴۴ در آزمایشگاه لس آلاموس شد و پیامدهای مهمی برای پروژه منهتن به همراه داشت.